# PlayStation Move
PlayStation Move es un sistema de control de videojuegos por movimiento, compatible con los sistemas de PlayStation 3, PlayStation 4 y PlayStation 5. El sistema compitió contra el WiiMote de Nintendo y el sensor Kinect de Microsoft. Para ello usa un mando principal con sensores de movimiento, una esfera en su extremo que se ilumina y la cámara PlayStation Eye, que se encarga de detectar la posición del mando principal.

## Hardware

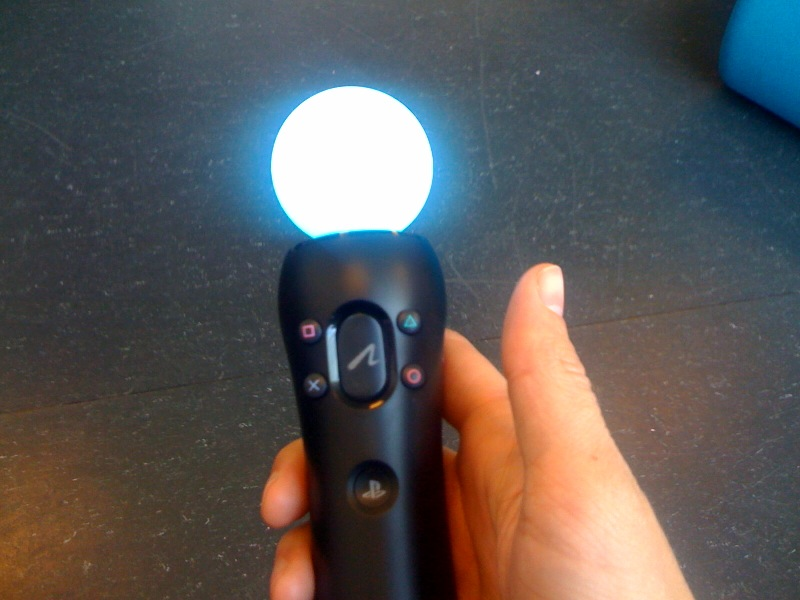
El mando PlayStation move en funcionamiento

Al igual que en el resto de controladores inalámbricos para PlayStation, tanto el mando principal de PlayStation Move como el Navigation Controller usan la conexión inalámbrica Bluetooth 2.0 y una batería de ion de litio, que se carga mediante un puerto USB . Se pueden usar hasta 4 controladores de PlayStation Move al mismo tiempo, pueden ser cuatro mandos principales o dos mandos principales y dos secundarios. Los tres componentes de PlayStation Move son:

### Motion Controller
Es el mando principal de PlayStation Move. Tiene forma alargada y una esfera que se ilumina en diferentes colores, evitando tener el color de la habitación en que se juega. La cámara PlayStation Eye detecta su posición en el espacio con precisión 1:1.

### Navigation Controller
Es un mando que complementa al Motion controller en algunos juegos. Es muy parecido al Nunchuck de Wii. Tiene las funciones principales del lado izquierdo de los mandos inalámbricos de PlayStation, tales como los botones L1, L2 y L3. De hecho el Navigation Controller puede ser sustituido por un mando Dualshock 3.

### PlayStation Eye
Es el dispositivo mediante el cual se reconocen los controles del PlayStation Move, funciona como una cámara la cual detecta el color del control y lee los movimientos de este, los cuales luego son representados en el juego.

## Historia
Tras el éxito conseguido por Nintendo con la consola Wii, lanzada en 2006, y su mando que detectaba el movimiento, Sony comenzó a desarrollar una tecnología similar.
El sistema fue presentado en la conferencia de Sony en el E3 el 2 de junio de 2009, e hizo competencia al "Project Natal", cuyo nombre se modificó a "Kinect". En la presentación del "PlayStation Move" se mostró un prototipo funcionando con varias demos técnicas. En un principio se fijó como fecha de lanzamiento la primavera de 2010.

## Apoyo

### Publicidad.
Además de las plataformas tradicionales, existió publicidad en PlayStation Home con el podio de presentación.

### Juegos compatibles con PlayStation 3.
Estos son algunos de los videojuegos que requieren PlayStation Move o poseen funcionalidades compatibles:
- Angry birds trilogy

- Ape Escape

- Auditorium

- Beat Sketcher

- BioShock Infinite

- Brunswick Pro Bowling

- Carnival Island

- Cabela's Dangerous Hunts 2011

- Create

- Child of Eden

- Dance Dance Revolution: New Moves

- Dance Star Party

- Dead Space: Extraction

- Deadly Premonition: The Director's Cut

- De Blob 2

- Dungeon Defenders

- Dungeon Hunters

- Dust 514

- Echochrome 2

- EyePet: Move Edition
- EyePet & Friends.

- Funky Lab Rat

- FIFA 13

- Get Fit With Mel B

- Harry Potter y las Reliquias de la Muerte: Parte 2

- Heavy Rain (*)

- High Velocity Bowling (*)

- Hustle Kings (*)

- inFamous 2 (*)

- John Daly's ProStroke Golf

- Just Dance 3

- Just Dance 4

- Just Dance 2014

- Just Dance 2015

- Just Dance 2016

- Killzone 3

- Kung Fu Rider

- LittleBigPlanet 2

- MAG (*)

- Medieval Moves

- Michael Jackson: The Experience

- Modern Combat: Domination

- Move that booty

- National Geographic Challenge

- NBA 2K11

- NBA 2K12

- Ninja Gaiden 3

- No More Heroes: Heroe's Paradise

- Pain (*)

- Planet Minigolf (*)

- PlayStation Move Heroes

- Portal 2

- Racket Sports

- Rambo: The Videogame

- Rapala Pro Bass Fishing 2010

- Resident Evil 5: Gold Edition

- Resistance 3

- R.U.S.E.

- Sackboy's Prehistoric Moves

- Singstar Dance

- SOCOM 4

- Sorcery

- Sports Champions

- Sports Champions 2

- Start the Party

- Swords & Soldiers (*)

- The Fight: Lights Out

- The House of the Dead Overkill

- The Lord of the Rings: Aragorn's Quest

- The Shoot

- The Sly Trilogy

- Tiger Woods PGA Tour 11 (*)

- Time Crisis: Razing Storm

- Top Darts

- Top Spin 4

- Toy Story 3

- TRON: Evolution

- Tumble

- TV Superstars

- Under Siege

- Virtua Tennis 4

- Yoostar 2

- Zumba Fitness

(*): Vía actualización de software en PSN.

### Compañías
Junto a los estudios de Sony Computer Entertainment y sus estudios second-party, 36 desarrolladoras third-party confirmaron su soporte a PlayStation Move.
| - 505 Games - Activision - AQ Interactive - Arc System Works - Atlus - BigBen Interactive - Capcom - CCP - Crave Entertainment | - Cyberfront Coporation - Disney - EA - From Software - Game Republic - Gust - Irem - Koei | - Konami - Majesco Entertainment - Marvelous Entertainment - Namco Bandai - Ongakukan - Oxygen Games - Paon - Q Entertainment - Q-Games | - Sega - Sony Online Entertainment - Spike - Square Enix - Tecmo - THQ - Ubisoft - Warner Bros. - Zoo Entertainment |